# Pleuromeris latiuscula
Pleuromeris latiuscula is een tweekleppigensoort uit de familie van de Carditidae. De wetenschappelijke naam van de soort is voor het eerst geldig gepubliceerd in 1937 door Powell.